# Climacia bifasciata
Climacia bifasciata là một loài côn trùng trong họ Sisyridae thuộc bộ Neuroptera. Loài này được Penny & Rafael miêu tả năm 1982.